# Војни савез
Војни савез је међународни споразум о националној безбједности у коме уговорне стране дају гаранције да ће подржати једна другу у случају кризе која није унапријед одређена. Војни савези се разлику од коалиција, јер се коалиције формирају за кризе које су унапријед одређене.
Војни савези могу бити одређени као одбрамбени пакт, пакт о ненападању и антанта.

## Карактеристике
Војни савези су повезани са системом колективне безбједности, али се разликују у природи. Меморандум Државног секретаријата САД из раних педесетих године 20. вијека објашњава разлику, историјски савези одређени да унаприједе поједине националне интересе странака и под одређеним условом обезбједе заједничку војну акцију ако једна од странака у остваривању ових циљева укључује рат. Док за разлику од војног савеза, систем колективне безбједности није усмјерен против неког, али је усмјерен искључиво против агресије. Он не тежи да утиче на промјене „односа снага”, него само јачању „равнотеже принципа”.
Очигледна мотивација држава у војним савезима је заштита од пријетњи у другим земљама. Државе улазе у савезе још како би побољшале односа са одређеном нацијом или како би управљале сукобом са неком нацијом.
Природа савеза, укључујући њихово формирање и кохезију (или недостатак истог), предмет је многих академских студија прошлости и садашњости, док се водећим стручњацима сматрају Глен Снидер и Стивен Валт.